# Tarahumara

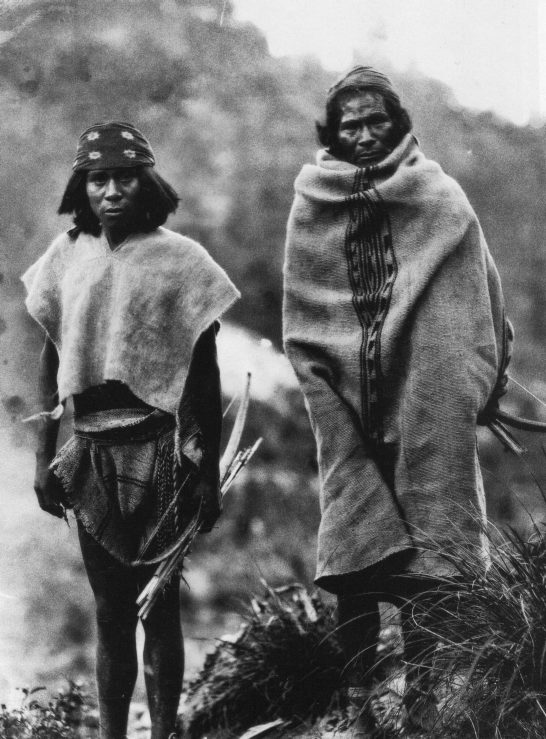
Due uomini Tarahumara fotografati a Tuaripa, Chihuahua nel 1892 da Carl Lumholtz

I tarahumara costituiscono una popolazione che risiede nell'attuale territorio del Chihuahua (Messico). Tra di loro si definiscono rarámuri, che significa "pianta idonea per la corsa" in riferimento alla pratica della corsa su lunghe distanze che è tipica di questo popolo, mentre tarahumara è il termine con cui vennero chiamati dagli spagnoli. Tarahumara identifica anche la lingua parlata da questo popolo.
Si stima che la popolazione dei Tarahumara si aggiri fra i 50.000 e i 70.000 individui. La maggior parte ha ancora uno stile di vita tradizionale: vivono in ripari naturali come le grotte fra le montagne o in piccole capanne di legno o di pietra. L'agricoltura è basata sul mais e sui fagioli. Praticato è anche l'allevamento e molti Tarahumara sono transumanti.
Il linguaggio tarahumara è della famiglia uto-azteca. Benché in declino a causa dell'invadenza dello spagnolo, è ancora parlato.

## Organizzazione politica e sociale
I Tarahumara possiedono uno spirito democratico. La popolazione è guidata da un “Siriame”, capo del gruppo, che svolge funzioni di giudice civile; vi sono poi diversi uomini incaricati di rendere effettive le disposizioni del governatore. Sono molto rari i casi in cui i tarahumara non riescano a risolvere i problemi nel corso delle riunioni domenicali, per cui le autorità statali e federali rappresentano nella maggior parte delle occasioni delle figure mitiche.
Il Governatore (Siriame), è frequentemente il più anziano e pieno di esperienza del gruppo; la sua attività principale risiede nel pronunciare, nel corso delle riunioni domenicali, delle prediche (nawésari), in cui vengono ventilati i problemi vissuti dalla comunità.
La maggiore autorità dei tarahumara è in ogni caso la comunità riunita in assemblea. Il Siriame è da questa incaricato di presiedere alle riunioni, pronunciare le prediche, condurre le cerimonie religiose, organizzare eventi sportivi e giudicare i crimini commessi.
Il governatore è eletto a vita, anche se generalmente ricopre l'incarico per cinque o dieci anni; la votazione è pubblica. I distinti candidati sono nominati dal governatore uscente; il voto viene pronunciato a voce alta, il candidato che ottiene più voti viene dichiarato eletto.
Il successore acquisisce autorità civile e religiosa, rappresentata dal disora, o bastone, che lo accompagnerà sempre, garantendogli l'obbedienza di ciascun membro della tribù. Poiché il popolo tarahumara è basato su piccole comunità autonome, nessun Siriame ha avuto in mano il controllo dell'intera comunità. Vi sono piuttosto distinti governatori, generalmente uno per comunità.

## Religione e spiritualità
Le guide spirituali e i dottori sono definiti Owirúame, incaricati della magia bianca. I Tarahumara credono che lo Owiruame si spostasse da un luogo all'altro in forma di uccello, a volte portando con sé la propria famiglia, e che recuperasse sembianze umane una volta arrivato a destinazione.
Esistono poi gli Sokoruame, i quali sono incaricati di praticare la magia nera. Lo sciamano è il guardiano chiamato a sovrintendere alla comunità, propiziando l'equilibrio fra il corpo umano e gli astri.
Alcuni sciamani impiegano il peyote (hikuli) durante le pratiche curative. Questa pianta allucinogena è di uso esclusivo degli sciamani, che, in quanto detentori del sapere, sono gli unici a conoscere le dosi da impiegare. Il peyote viene anche usato come unguento contro i reumatismi, i morsi di serpente e altri dolori. In certi luoghi il peyote è l'unica medicina adottata; in altri si impiega anche la Bakanoa, una pianta sacra con proprietà curative. Questa è consegnata esclusivamente al luogo in cui è stata trovata, a tal punto le altre comunità non la possono neppure menzionare.
Il male è talvolta identificato con l'uomo bianco, o il meticcio, i quali rappresentano la volontà di ingannare, il furto, l'invasione delle terre. L'uomo bianco, per i tarahumara, è colui che si approfitta della gente, che non rispetta la terra, che distrugge i boschi, che desidera accumulare ricchezze personali anziché condividerle con il resto della comunità.
I tarahumara sono molto religiosi ma non vi sono luoghi esplicitamente destinati al culto. Si riuniscono attorno ad un cantore (maynate) e ad anziani incaricati di pronunciare le orazioni, i quali celebrano le cerimonie al suono di sonagli fabbricati con una pianta definita bule. Durante le orazioni, gli anziani raccontano attraverso canti gutturali la vita degli animali della montagna (lupi, coyote, muli e falchi).
Buona parte delle tradizioni attuali dei tarahumara derivano da tradizioni apprese durante quasi 150 anni di convivenza con i missionari gesuiti nel corso dell'epoca coloniale. Le complesse cerimonie mistico-religiose includono danze e offerte, ed è sempre presente la bevanda tradizionale, una specie di birra di mais denominata tesgüino (da cui prende il nome la festa della tesguinada, in cui si beve profusamente della birra di mais. Ad essa, sono invitati anche i membri più umili della tribù, i gusíwame).
La presenza dei missionari gesuiti ha fatto sì che la religione tarahumara fondesse la figura di Cristo con quella di Onorúame, il creatore del mondo. L'uomo è circondato da entità buone ed altre malvagie (il vento è ad esempio considerato buono, mentre il tornado è malvagio). Ciascun individuo possiede un'anima, ma potrebbe perderla se cadesse sotto l'influsso del maligno.
Alle credenze dei tarahumara, si sono aggiunti, dopo la colonizzazione, i nomi di Gesù, Maria, Dio, così come l'inferno, il peccato. Nelle orazioni si fa anche uso del rosario e del crocefisso.

## Cultura

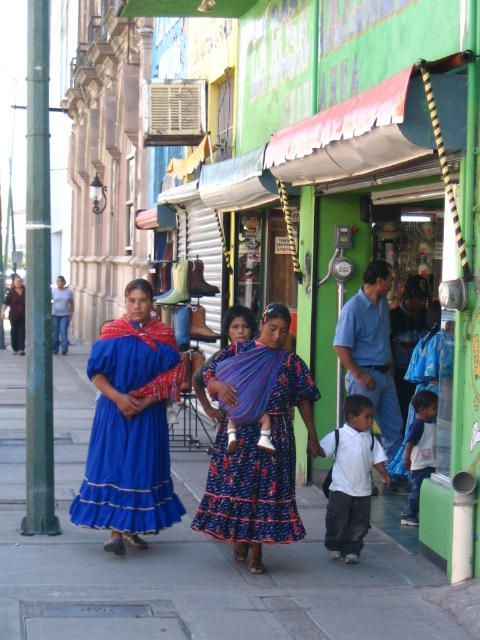
Donne Tarahumara in costume tipico

La parola Tarahumara per se stessi, Rarámuri, significa "corridori a piedi" o "coloro che corrono veloci" nella loro lingua madre secondo alcuni dei primi etnografi come il norvegese Carl Lumholtz, sebbene questa interpretazione non sia stata completamente concordata. Con insediamenti ampiamente dispersi, queste persone svilupparono una tradizione di corsa su lunga distanza fino a 200 miglia (Template:320) in una sessione, per un periodo di due giorni attraverso la loro terra natale, un aspro paese di canyon, per la comunicazione tra i villaggi, il trasporto e la caccia.
L'uso degli huaraches, la loro forma tradizionale di sandali, da parte dei Tarahumara durante la corsa è stato oggetto di numerosi studi scientifici, così come di articoli giornalistici di riviste specializzate. Nel suo libro Born to run l'autore Christopher McDougall sostiene l'ipotesi di un'evoluzione anatomica e psicologica alla corsa di resistenza a piedi nudi, in base al tempo che ha trascorso con il popolo Tarahumara e l'utilizzo che fanno degli huaraches. I sandali Tarahumara sono diventati simbolo in molti circoli di corsa minimalista statunitense da quando il libro di McDougall ha reso popolare lo stile.
La loro tradizione di corsa su lunga distanza ha anche aspetti cerimoniali e competitivi. Spesso, gli uomini calciano palline di legno, della dimensione di una palla da baseball, mentre corrono nelle gare di "lancio dei piedi", rarajipari,  le donne usano un bastone e un cerchio. Le gare di lancio del piede sono staffette in cui le palline vengono calciate dai corridori e lanciate al corridore successivo mentre i compagni di squadra corrono avanti fino al punto di staffetta successivo. Queste gare possono durare da poche ore a un paio di giorni senza interruzioni.
I Tarahumara cacciano comunemente con arco e frecce, ma sono anche noti per la loro capacità di inseguire cervi e tacchini selvatici. L'antropologo Jonathan F. Cassel descrive le abilità di caccia dei Tarahumara: "i Tarahumara fanno letteralmente correre gli uccelli fino alla morte in quella che viene definita caccia perseverante. Costretto a una rapida serie di decolli, senza sufficienti periodi di riposo tra loro, l'uccello dal corpo pesante non ha la forza di volare o scappare dal cacciatore Tarahumara."

## Arte e tradizioni

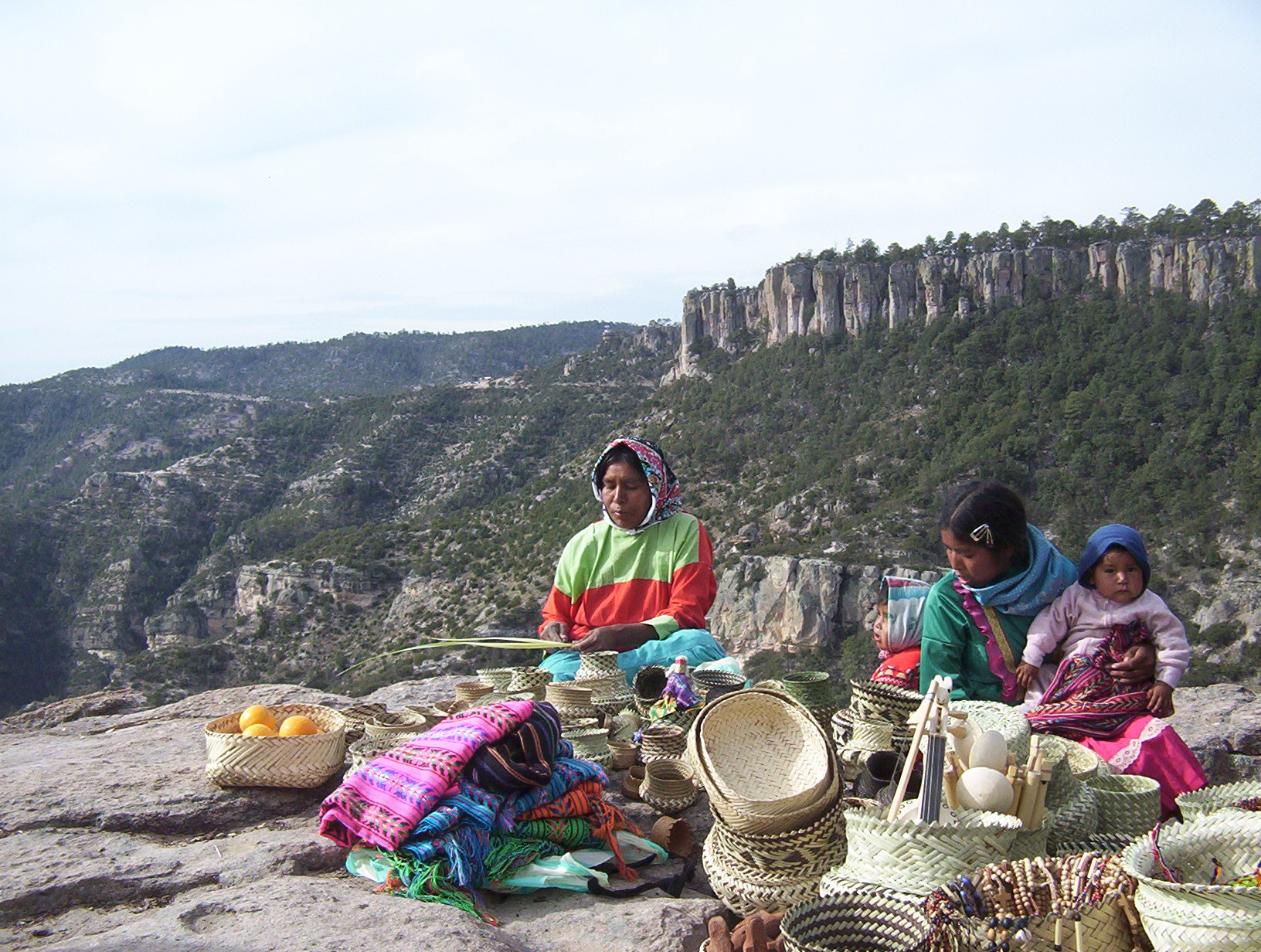
Tarahumara vendendo artigianato alla Barranca del Cobre

Si può affermare che i tarahumara abbiano difeso le proprie tradizioni culturali con sorprendente tenacia. Da svariati secoli impiegano gli stessi disegni e i medesimi simboli nelle opere d'arte. Inoltre, utilizzano gli stessi utensili tradizionali.
Ai defunti viene offerto del cibo, utile nel corso del viaggio senza ritorno, e per aiutarli a salire in cielo vengono celebrate tre o quattro feste, a seconda che il defunto fosse uomo o donna.
Per i tarahumara la danza è una forma di preghiera; tramite la danza implorano perdono, propiziano la venuta della pioggia (per il cui scopo esiste un ballo specifico denominato dutuburi), ringraziano per la pioggia e il raccolto. Danzando, aiutano il Repá betéame (letteralmente, “quello che vive sopra”) a non essere vinto dal Reré betéame (quello che vive sotto).
La musica su cui vengono effettuate le danze è quella del ritmo costante prodotto dai sonagli. Vengono così eseguiti, anche con unzione religiosa, la danza del Tutugúri, il Yúmare e la danza del peyote.
Il ballo Tutugúri è propiziatorio e generalmente viene eseguito durante la notte, specialmente nell'epoca del raccolto. Viene ballato tutta la notte e all'alba vengono consumate le offerte che erano state collocate in prossimità dei germogli. In questi balli la musica è unicamente quella dei sonagli accompagnati dal canto del sacerdote, mentre nel ballo definito Matachine, che risale all'epoca coloniale, esiste anche l'accompagnamento di chitarra e violino.
Nella tradizione tarahumara, Dio creò il popolo rarámuri, mentre il diavolo creò gli chabochi. La leggenda vuole che Dio si sia arrabbiato con i rarámuri i quali erano colpevoli di aver perso una sfida con gli “chabochi”. Per questa ragione Dio condannò il popolo rarámuri alla povertà, mentre garantì ricchezza agli “chabochi”.

## Museo
Nel paese di Creel nel municipio di Bocoyna, stato di Chihuahua, esiste l'unico museo dedicato alle Arti e alla cultura Tarahumara: il Museo Tarahumara di arte popolare inaugurato il 13 giugno 1998.